# Friedrich Johannsen
Friedrich Johannsen (* 14. März 1944 in Schüttorf) ist ein deutscher evangelischer Theologe und Religionspädagoge.

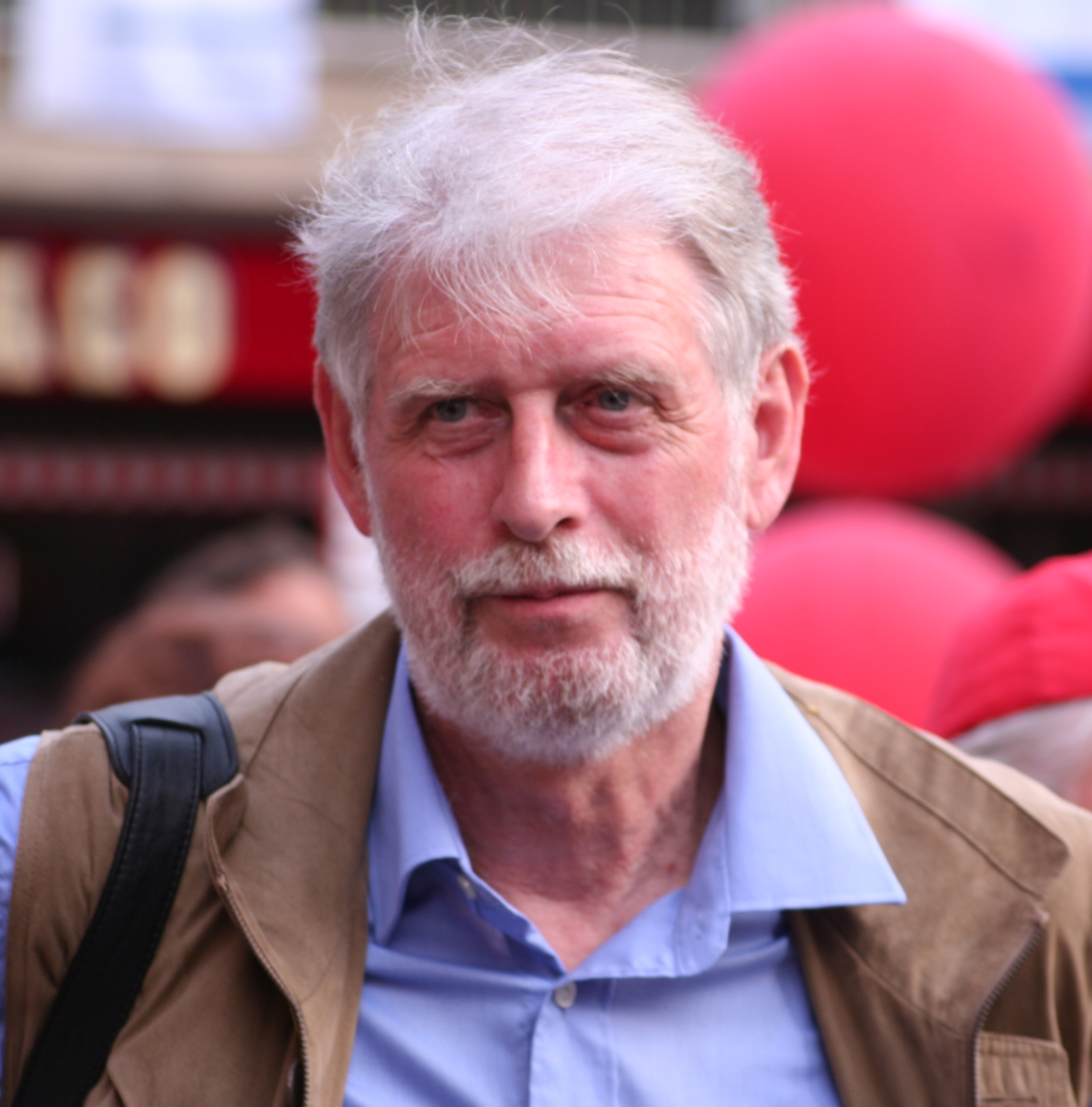
Friedrich Johannsen

## Leben
Friedrich Johannsen wurde am 14. März 1944 in Schüttorf in der Grafschaft Bentheim geboren, ist verheiratet und hat drei Kinder. 1965 machte er am Gymnasium Dionysianum Rheine/Westf. Abitur, um anschließend Evangelische Theologie, Pädagogik und Wissenschaft von der Politik in Bethel und Göttingen zu studieren. Mit diesen Studiengängen qualifizierte er sich für das 1. und 2. Theologische Examen, die Ordination als Pfarrer der Ev.-luth. Landeskirche Hannover und das 1. Staatsexamen für das Lehramt an Gymnasien. 1971–1974 war Friedrich Johannsen als Lehrer an einem Gymnasium und einer Orientierungsstufe in Northeim tätig. Es folgte von 1974 bis 1981 seine Tätigkeit als Wiss. Assistent im Lehrgebiet Ev. Theologie und Religionspädagogik der PHN Abt. Hannover, an der er 1979 promoviert wurde. 1981–1989 war Friedrich Johannsen Akad. Rat im Lehrgebiet Ev. Theologie und Religionspädagogik der PHN Abt. Hannover. 1986 erfolgte seine Habilitation im Fachgebiet Ev. Theologie und Religionspädagogik. 1989 wurde er auf eine Professur für Evangelische Theologie und Religionspädagogik an der Universität Hannover berufen. Diese Professur hatte er bis zu seiner Pensionierung im Jahr 2012 inne.

## Ämter
- Seit 1979 Mitarbeit, später Vorsitz in der Arbeitsgruppe Kinderkatechismus der VELKD
- 1993–1997 Dekan des Fachbereichs Erziehungswissenschaften der Universität Hannover
- 1995–1998 Vorsitzender des Arbeitskreises für Religionspädagogik
- 1999–2005 Wahlsenator der Universität Hannover
- 2005–2009 Gründungsdekan der Philosophischen Fakultät der Leibniz Universität Hannover
- 2009–2011 Geschäftsführender Leiter des Instituts für Theologie und Religionswissenschaft der Leibniz Universität Hannover

## Werke
- Religionspädagogische Ansätze und Überlegungen zur interdisziplinären Kooperation im gesellschaftlichen Aufgabenbereich der Schule. Diss. Hannover 1979.
- Gleichnisse Jesu im Religionsunterricht. Anregungen und Modelle für die Grundschule. Gütersloh 1986.
- Thematische Zugänge zum Alten Testament. Elementare Hermeneutik für Religionspädagogen. Hannover 1986.
- Was der Regenbogen erzählt. Wasser – ein biblisches Symbol. Anregungen und Beispiele für die Grundschule. Gütersloh 1987.
- Schöpfungsglaube heute. Anregungen und Materialien für die Sekundarstufe II. Gütersloh 1988.
- (zusammen mit U. Gebhard) Die ethischen Folgen der Gentechnik. Anregungen und Materialien für die Sekundarstufe II. Gütersloh 1990.
- (zusammen mit E. D. Daum) Leben – Sterben – Tod. Werte und Normen. Ethik/Religion. Entwürfe, Konzepte, Modelle für den Unterricht der Sekundarstufe I und II. Bd. 6. Göttingen 1993.
- (zusammen mit Peter Biehl) Einführung in die Glaubenslehre. Ein religionspädagogisches Arbeitsbuch. Neukirchen-Vluyn 2002.
- (zusammen mit Peter Biehl) Einführung in die Ethik. Ein religionspädagogisches Arbeitsbuch. Neukirchen-Vluyn 2003.
- (zusammen mit Reinhold Mokrosch, Christian Gremmels) Dietrich Bonhoeffers Ethik. Ein Arbeitsbuch für Schule, Gemeinde und Studium. Gütersloh 2003.
- (zusammen mit U. Gebhard, C. Hößle) Eingriff in das vorgeburtliche Leben. Naturwissenschaftliche und ethische Grundlegungen. Neukirchen-Vluyn 2005.
- (zusammen mit U. Becker, Harry Noormann) Neutestamentliches Arbeitsbuch für Religionspädagogen. 3. überarbeitete und erweiterte Auflage, Stuttgart 2005.
- (zusammen mit B. Rosenhagen) Jona – Lesen und Deuten. Anregungen und Kopiervorlagen für den Religionsunterricht ab Klasse 10. Göttingen 2008.
- (zusammen mit Nils Neumann) Alttestamentliches Arbeitsbuch. Für Studium und Schule. 5. überarbeitete Auflage, Stuttgart u. a. 2019.